# Sadama
Sadama ("Hamnen") är en stadsdel i distriktet Kesklinn i Tallinn i Estland.
Här ligger bland annat hamnen dit färjorna går från Helsingfors, Sankt Petersburg och Stockholm. Här finns även Tallinns universitets huvudbyggnad, Estlands arkitekturmuseum, Nya synagogan med Estlands judiska museum, samt kvällstidningen Õhtulehts redaktion.